# ساختمان طاهر (دهرود)
ساختمان طاهر (بالفارسية: ساختمان‌طاهر) هي قرية تقع في إيران في قسم دهرود الريفي. يقدر عدد سكانها بـ 56 نسمة بحسب إحصاء 2016.